# Elecciones parlamentarias de Tayikistán de 2015
Las elecciones parlamentarias tuvieron lugar en Tayikistán el 1 de marzo de 2015.

## Sistema Electoral
Los 63 miembros de la Asamblea de Representantes fueron elegidos de dos maneras: 41 miembros fueron elegidos mediante circunscripciones uninominales con sistema de dos rondas o (balotaje), mientras que 22 escaños fueron elegidos de forma proporcional representando una circunscripción nacional, con un umbral de un 5%.

## Campaña
Un total de 288 candidatos participaron en las elecciones.